# Джафани-Ханакель
Джафани́-Ханаке́ль (рос. Джафаны-Ханакель) — гірська вершина у північно-східній частині Великого Кавказу. Знаходиться на території Росії (південний Дагестан).